# Pistoia
För andra betydelser, se Pistoia (olika betydelser).
Pistoia är en stad, kommun  och huvudort i provinsen Pistoia i regionen Toscana cirka 35 km norr om Florens i Italien. Under antiken var staden känd som Pistoria. Pistoia gränsar till kommunerna Agliana, Cantagallo, Granaglione, Porretta Terme, Lizzano in Belvedere, Marliana, Montale, Piteglio, Quarrata, Sambuca Pistoiese, San Marcello Pistoiese och Serravalle Pistoiese.
Pistoia är under antiken känd för slaget vid Pistoria. Under medeltiden blev Pistoia efter växlande öden fri stad 1115. Den upplevde en tids blomstring som centrum för penninghandeln men kom under florentinskt inflytande och besegrades 1306 av en allians mellan Florens och Lucca. Pistoia har sedan gammalt varit känt för sin tillverkning av pistoler. Man hade även större maskin- och sidenindustri.
Bland stadens byggnader märks främst dess kyrkor, dels katedralen från 1200-talet, bland vars skatter finns ett silveraltare med vackra reliefer. Det åttkantiga baptisteriet är en gotisk byggnad av Andrea Pisano från mitten av 1300-talet. Bland övriga kyrkor märks Sant' Andrea som har en predikstol av Giovanni Pisano. I Pistoia arbetade flera personer ur konstnärsfamiljerna Pisano samt familjen della Robbia. En fris i färgstark terrakotta av Giovanni della Robbia pryder Ospedala del Ceppo. Bland andra gotiska byggnader märks Palazzo del Podestà och Palazzo del Comune.
Staden är berömd för det där hållna kyrkomötet, Pistoiasynoden.